# Solidaritat Catalana (1945)
|  | Aquest article tracta sobre l'aliança de partits de meitat del segle XX. Vegeu-ne altres significats a «Solidaritat Catalana (desambiguació)». |

Solidaritat Catalana fou una aliança de partits d'obediència catalana apareguada el 1945 a l'exili i finiquitada el 1946. Pretenia ser unitària com ho fou la Solidaritat Catalana de 1907 i defensà el retorn de la legalitat de 1931.
Els impulsors visibles foren Josep Tarradellas, aleshores secretari general d'Esquerra Republicana de Catalunya i Nicolau d'Olwer. Solidaritat Catalana fou conformada el gener de 1945 entre Montpeller i París amb la voluntat de centrar la iniciativa política en els partits, marginant iniciatives com el Consell Nacional de Londres, que des del 1940 feu tasques per organitzar l'exili. Esquerra Republicana de Catalunya liderà l'aliança, a la que s'hi afegiren representants de primera fila de diversos partits com Nicolau d'Olwer d'Acció Catalana, Joan Cornudella del Front Nacional de Catalunya, Felip Solà de Republicans de la Lliga, Antoni Figueres d'Estat Català, Àngel Morera d'Unió Democràtica o Josep Rovira del Front de la Llibertat. D'aquesta manera en quedaren al marge el Consell Nacional, la CNT i el comunisme, quedant sense representació el PSUC, la UGT o la Unió de Rabassaires. D'altra banda quedaren al marge alguns sectors de l'interior que volien desfer-se dels dirigents amb vinculacions amb la Guerra.
Solidaritat Catalana es dissolgué el gener de 1946, quan s'establí el primer govern de la Generalitat a l'exili.